# Østre strete

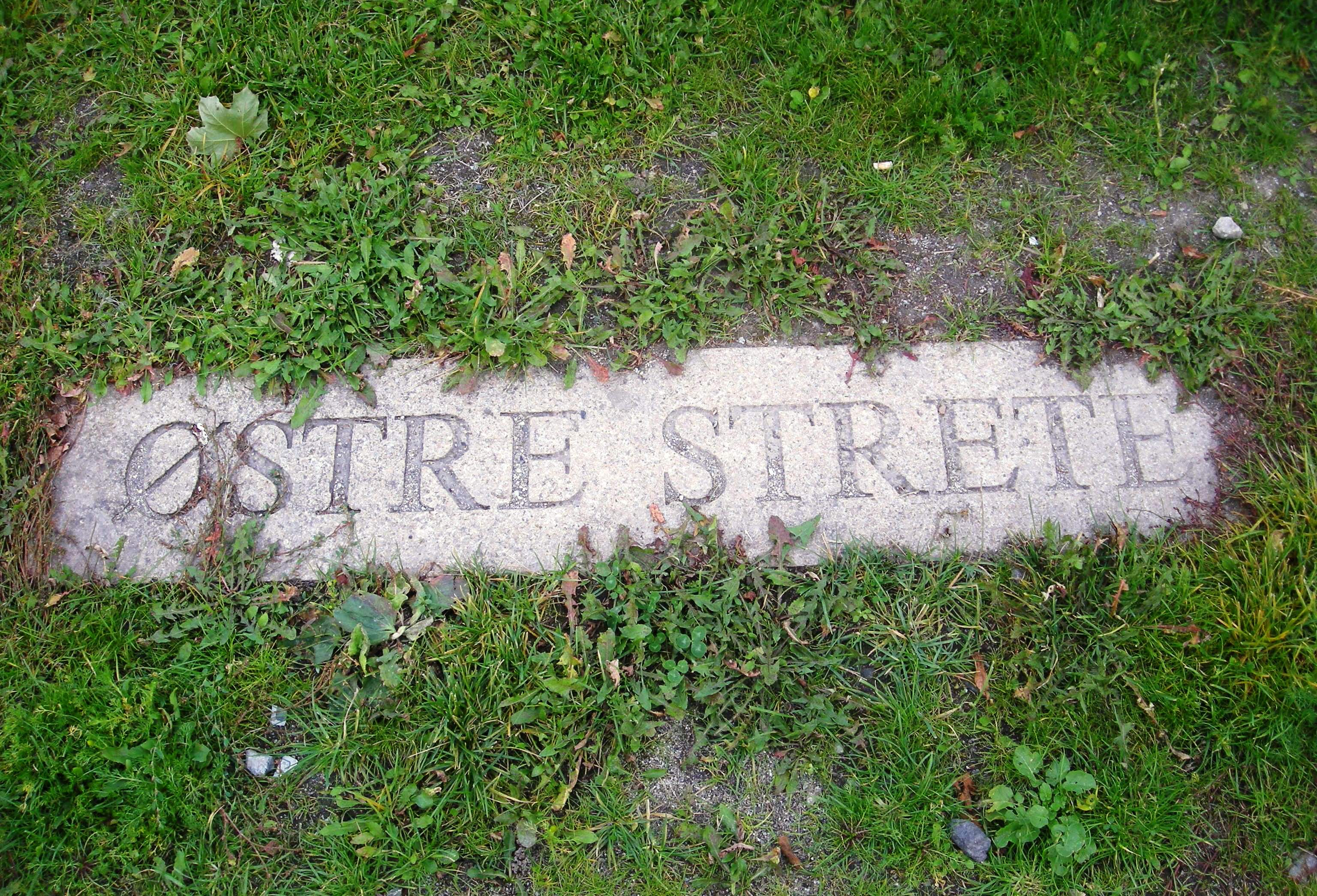
Minnessten vid Clemenskirkens ruin

Østre strete var en gata i Medeltidsstaden Oslo i Norge. Den sträckte sig mellan de två maktcentra i det medeltida huvudstaden Oslo: det södra centrum med kungens bostad Kongsgården och Mariakirken och det norra centrum vid Oslo torg med biskopens bostad Oslo bispeborg och Hallvardskatedralen. Gatan gick utefter Alnaelva. Den passerade på östra sidan av Clemenskirken och korsade vid Clemenskyrkan tvärgatan Clemensallmenningen, som gick mellan Geitabru och stranden av Bjørvika. Delar av dagens Saxegaardsgata antas motsvara Østre stretes sträckning.  
Østre strete hade en fortsättning i Gatene som var stadens utfartsväg åt nordost. Gatenes sträckning motsvarar dagens St. Halvards gate norr om Bispegatan.